# Jujutla
Jujutla é um município do departamento de Ahuachapán, em El Salvador. Sua população estimada em 2007 era de 29 548 habitantes.[carece de fontes?]

## Cantões
Está dividido em quatorze cantões:
Barra de Santiago, El Diamante, Faya, Guayapa Abajo, Guayapa Arriba, Las Mesas, Los Amates, Rosario Abajo, Rosario Arriba, San Antonio, San José El Naranjo, Tihuicha e Zapua.

## Transporte
O município de Jujutla é servido pela seguinte rodovia:
- CA-02, que liga o distrito (e a Fronteira El Salvador-Guatemala, na cidade de Moyuta) à cidade de La Unión (Departamento de La Unión)
- AHU-20,AHU-23 que ligam vários cantões do município
- AHU-21  que liga a cidade ao município de San Francisco Menéndez
- AHU-17  que liga a cidade ao município de Concepción de Ataco
- AHU-19  que liga a cidade ao município de Acajutla (Departamento de Sonsonate)
- RN-15, que liga o distrito de Concepción de Ataco (Departamento de Ahuachapán) à cidade de Acajutla (Departamento de Sonsonate)